# 軌道運転規則
軌道運転規則（きどううんてんきそく、昭和29年4月30日運輸省令第22号）は、軌道運転について定めた国土交通省令である。
軌道法14条に「軌道ノ建設、運輸、運転及係員ニ関スル規程ハ命令ヲ以テ之ヲ定ム」とあり、これに基づき定められたものである。

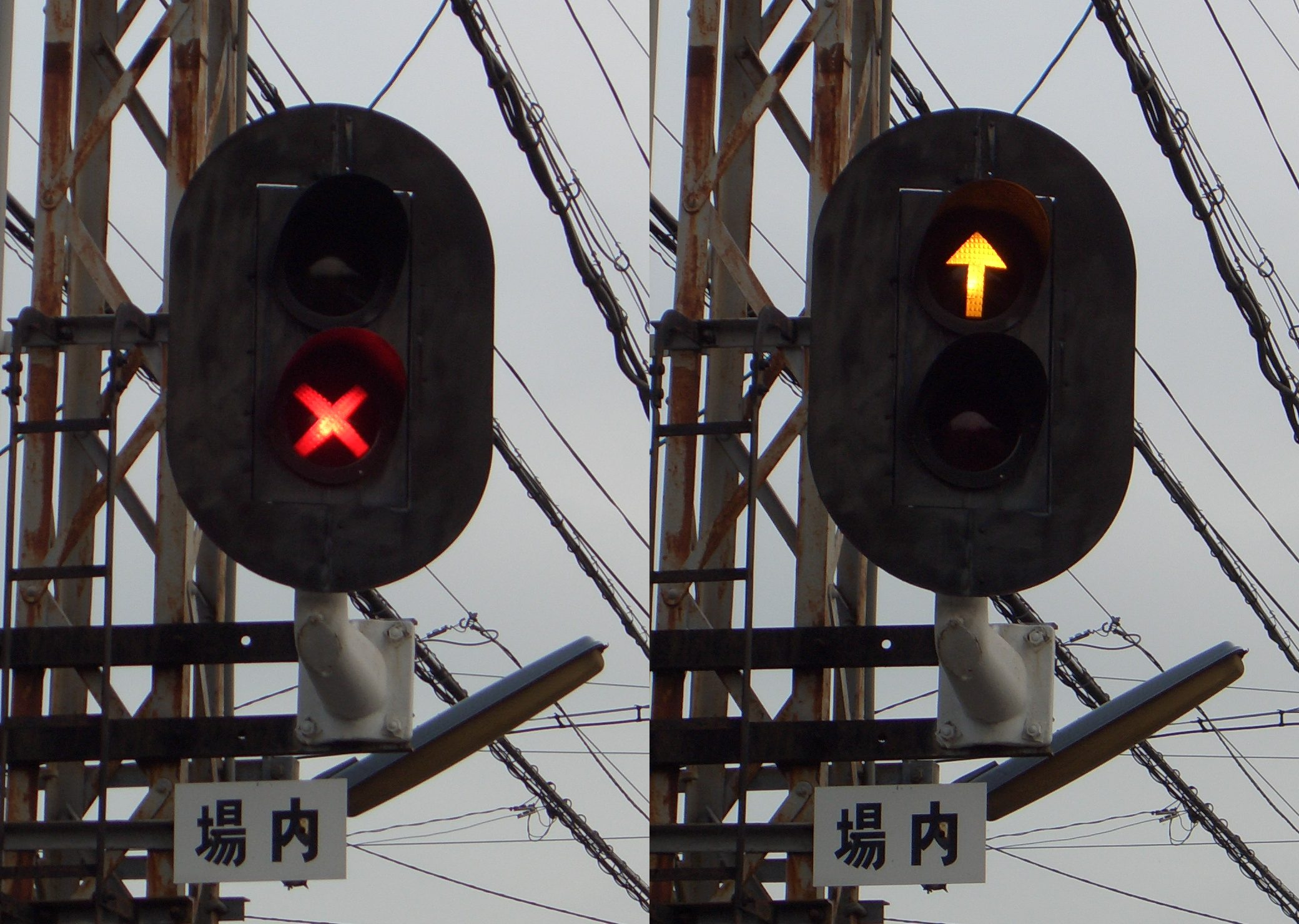
第82条「常置信号機の信号現示」停止信号（左）、進行信号（右）

本規則は次のような構成になっている。
- 第1章 総則
- 第2章 施設及び車両 
  - 第1節 施設
  - 第2節 車両
- 第3章 運転 
  - 第1節 車両の運転
  - 第2節 運転保安
  - 第3節 軌道信号
- 附則